# Голичский замок
Голичский замок (словац. Holíčsky zámok) — замок-усадьба на Замоцкой улице в Голиче, у границы с Чехией.

## История
Первоначальный замок возник на рубеже XI—XII веков, впервые упоминается в 1256 году. В XIV веке Матуш Чак расширил замок. В XV веке замок был снова перестроен. В XVI—XVII веках вокруг старого замка строится новая стена с бастионами. В 1736 году замок стал имуществом австрийской императорской семьи, которые перестраивают его в стиле позднего барокко. Замок был летней резиденцией императоров, в нём подолгу жила Мария Терезия.
В 1919 году замок стал имуществом чехословацкого государства.